# Aloha ʻOe

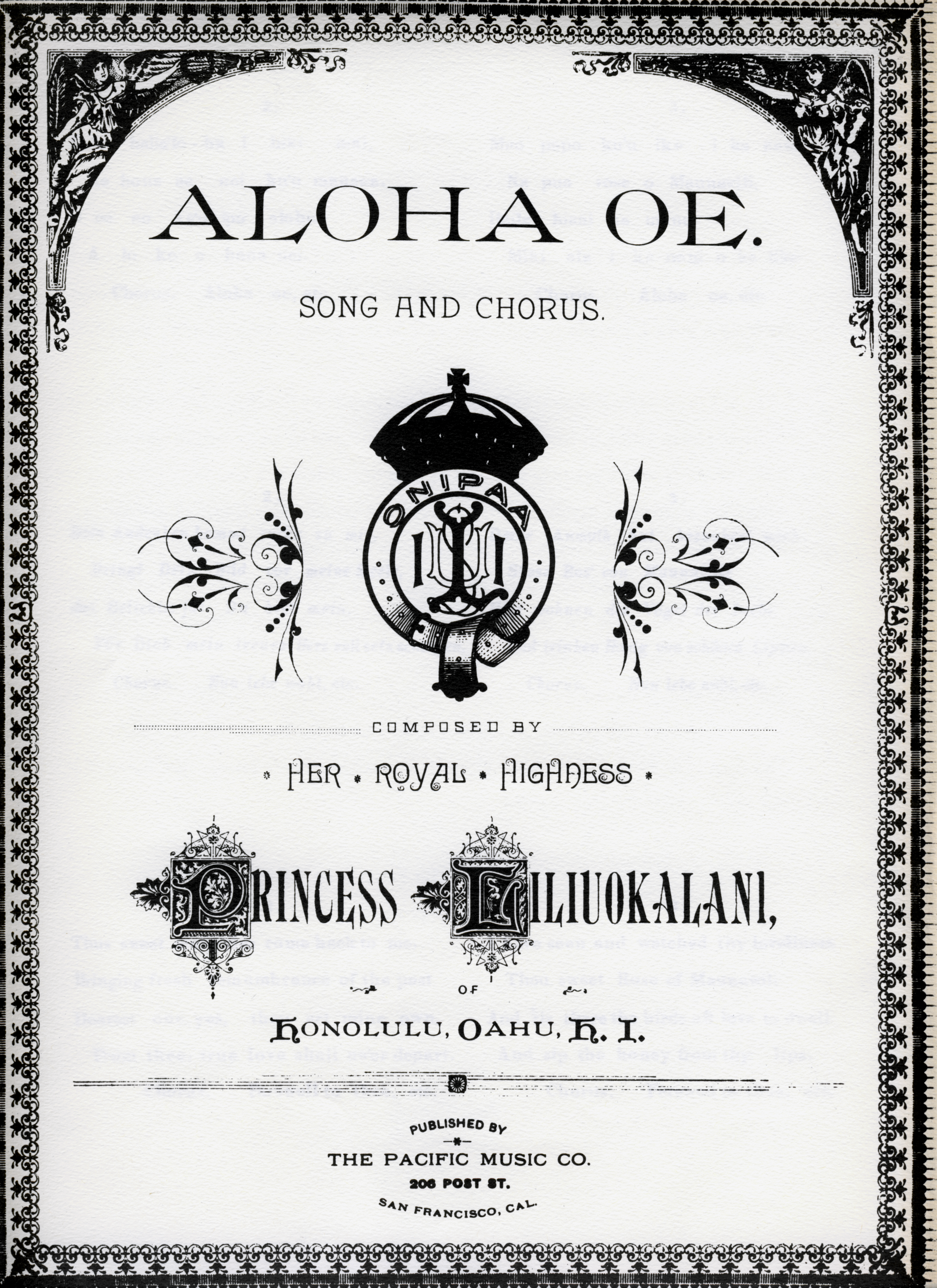
Titelblatt von „Aloha ʻOe“, 1890

Aloha ʻOe (Fahre wohl) ist das berühmteste Lied, das die letzte Herrscherin des Königreichs Hawaiʻi komponiert hat. Liliʻuokalanis Komposition wurde 1877 als Abschiedsgesang zweier Liebender komponiert und später für jedes abfahrende und ankommende Schiff in Hawaiʻi gesungen.

## Text und Übersetzung
| Text | Übersetzung |
| --- | --- |
| Haʻaheo ka ua i nā pali Ke nihi aʻela i ka nahele E hahai (uhai) ana paha i ka liko Pua ʻāhihi lehua o uka | Stolz fegte der Regen durch die Klippen Als er durch die Bäume glitt Und immer noch der Knospe (oder: dem Glanz) folgte, Der ʻĀhihi-lehua-Blüte im Tal.                            |
| Hui: Aloha ʻoe, aloha ʻoe E ke onaona noho i ka lipo A fond embrace A hoʻi aʻe au Until we meet again      | Refrain: Lebe wohl, du, lebe wohl Du Entzückende/r, der/die in den schattigen Lauben (oder: Tiefen) wohnt Eine herzliche Umarmung Bevor ich aufbreche Bis wir uns wieder sehen.    |
| ʻO ka haliʻa aloha i hiki mai Ke hone aʻe nei i kuʻu manawa ʻO ʻoe nō kaʻu ipo aloha A loko e hana nei     | So kehren zu mir süße Gedanken (oder: Zeiten) zurück Die frische Erinnerungen der Vergangenheit bringen Liebste/r, ja, Du gehörst zu mir, Dich wird die wahre Liebe nie verlassen. |
| Maopopo kuʻu ʻike i ka nani Nā pua rose o Maunawili I laila hiaʻia nā manu Mikiʻala i ka nani o ka lipo    | Ich verstehe und habe deine Schönheit gesehen Du süße Rose (aus dem Tal) von Maunawili Und dort wohnen die Vögel der Liebe Und nippen am Honig auf deinen Lippen.                  |

Wegen seiner Mischung von hawaiischer und europäischer Bildersprache ist der Text nicht einfach zu verstehen. Die Assoziation von Regen mit Liebe wird verständlich, wenn man in einem heißen Land wohnt. Ein Lehua-Baum mit nektarfressenden roten ʻIʻiwi-Vögeln ist ein traditionelles Bild für einen schönen Menschen. Andererseits sind Rosen in Hawaii nicht heimisch und  ein Exotismus in diesem hawaiischen Lied.
Hawaiische Poesie spielt mit den vielen gleichklingenden Wörtern des Hawaiischen, hier: liko = Knospe, Nachkomme; Glanz und manawa = Zeit; Zuneigung, Gemüt. Weder im Englischen noch im Hawaiischen gibt es irgendeinen Hinweis, ob der/die Angesprochene eine Frau oder ein Mann ist. Vielleicht kann man wegen der Rose eine Frau vermuten.

## Galerie

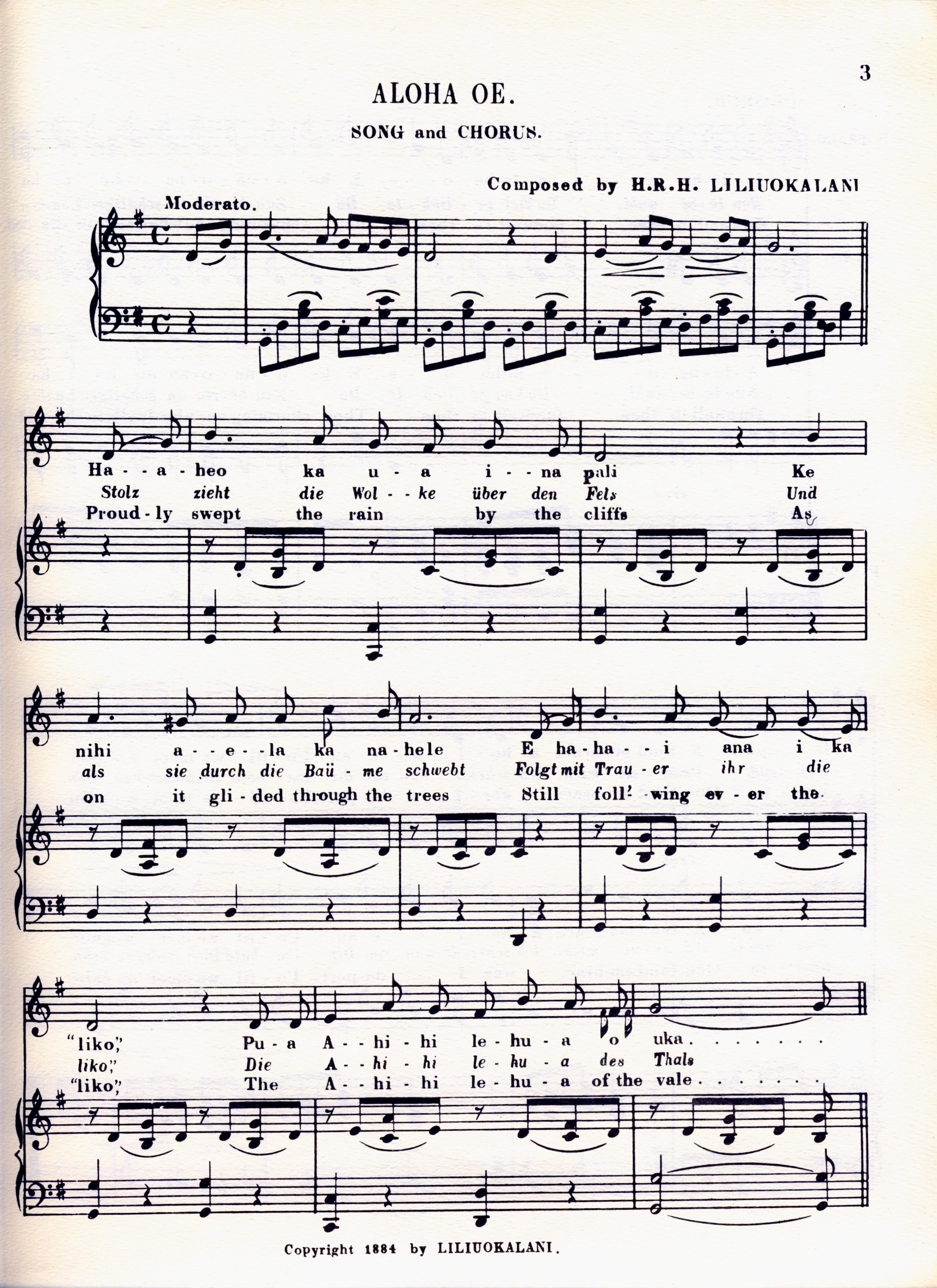
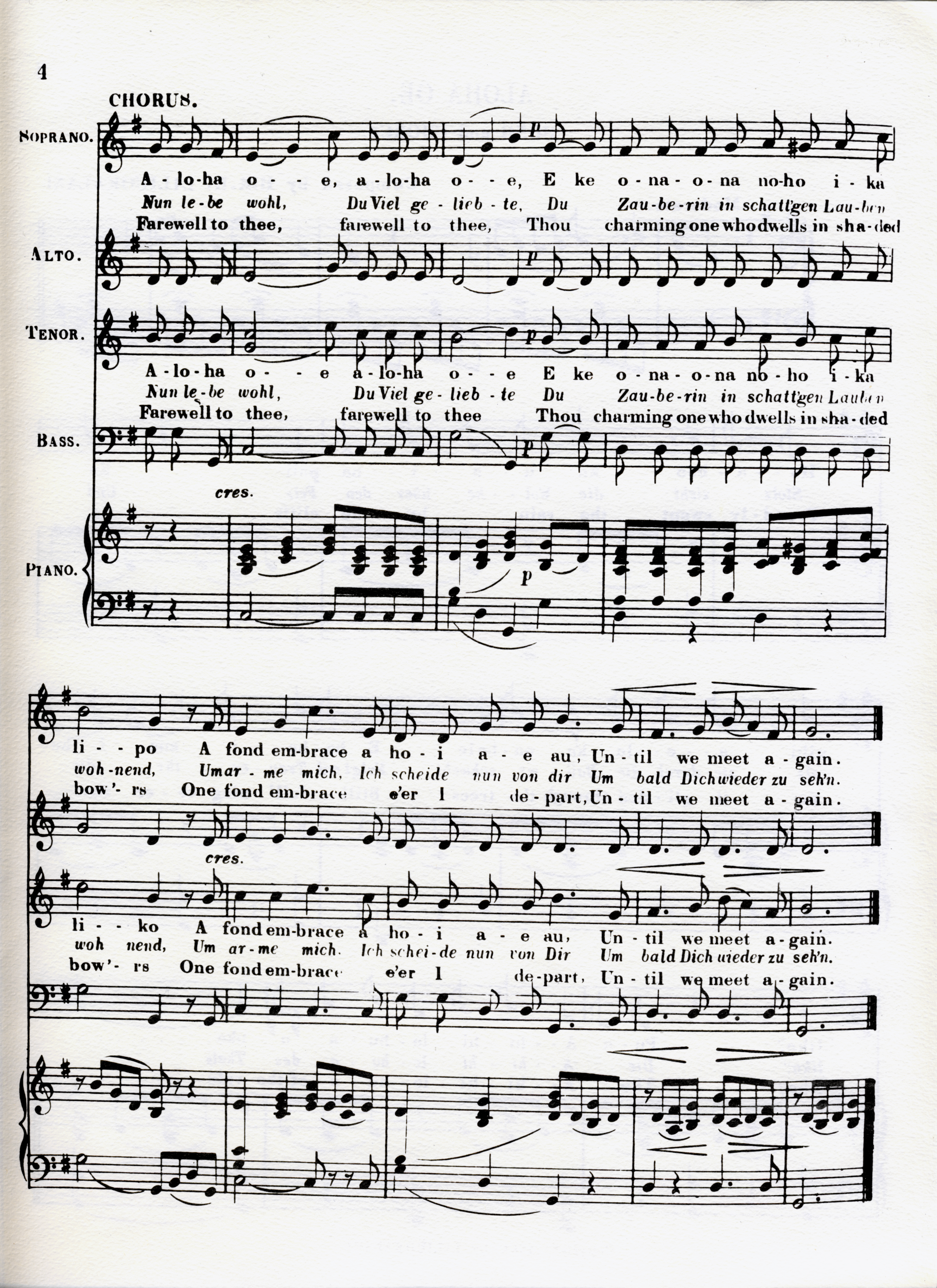
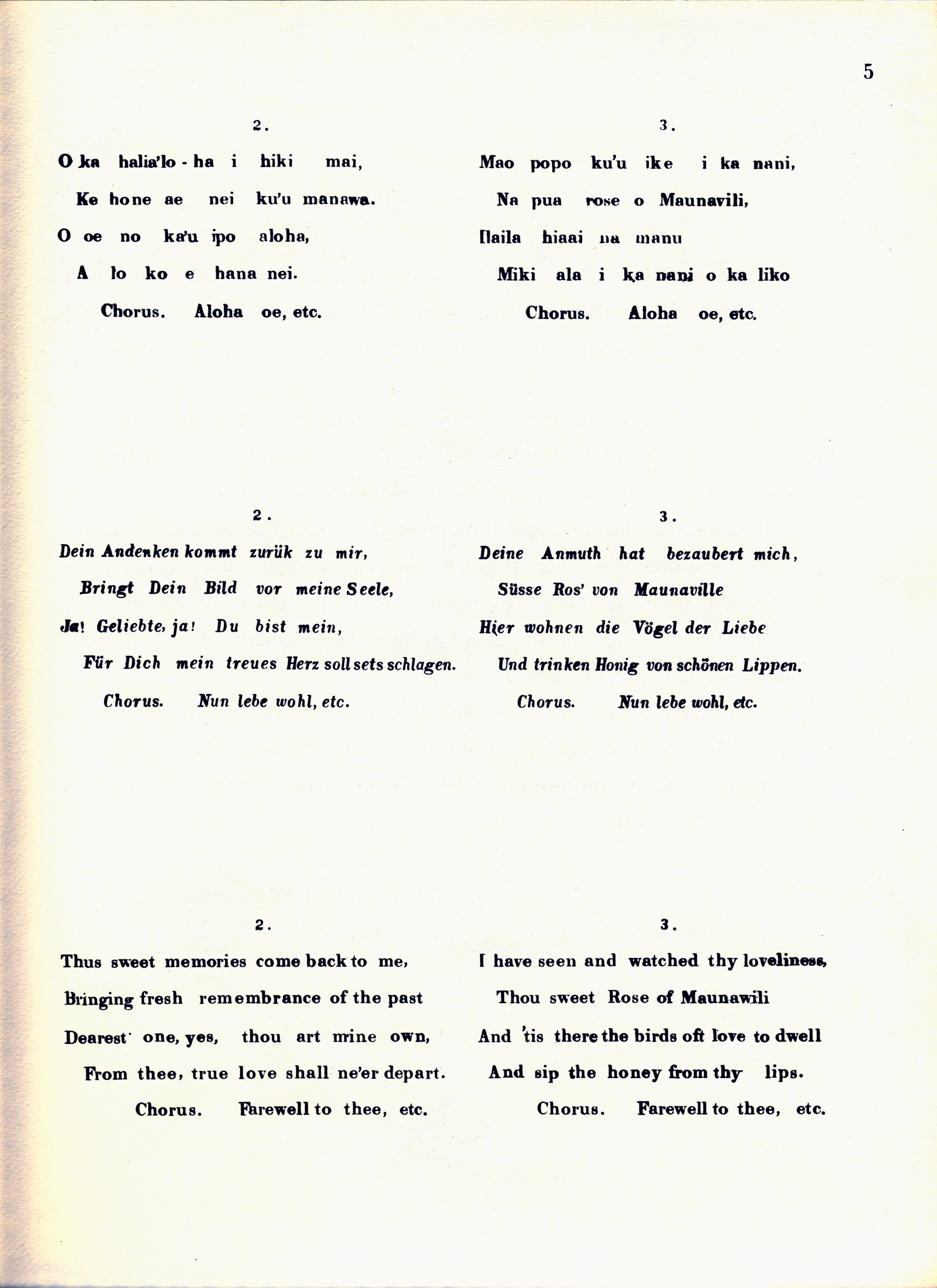

## Tonaufnahmen (Auswahl)
- 1916 Hawaiian Quintette. Schallplatte Victor Talking Machine Company factus, 65348-A
- 1916 „Aloha Oe—Waltz“, Blue and White Marimba Band. Schallplatte Columbia Graphophone Compan, A2136
- 1917 E. K. Rose Schallplatte  Victor Talking Machine Company, 35622-A
- 1920–1930? gemischter Chor. 1920er
- 1944 Marlene Dietrich mit Orchester Paulo Laval 16. Juli 1944
- 1950? Ronnie Deauville mit Orchester, um 1950